# 小信中島村
小信中島村（このぶなかしまむら）は、愛知県中島郡にあった村。現在の一宮市の一部にあたる。

## 地理
木曽川の左岸に位置していた。

## 歴史
- 江戸時代は尾張藩領、鵜多須代官所支配であった[2]。時期は不明だが、中島郡小信村と中島村が合併して小信中島村が発足[2]。
- 1889年（明治22年）10月1日、町村制の施行により、中島郡小信中島村が単独で村制施行し、小信中島村が発足[1][2]。大字は編成せず[2]。
- 1906年（明治39年）5月10日、中島郡起町、三条村、大徳村（一部）と合併し、起町が存続して廃止された[1][2]。合併後、起町小信゛中島となる[2]。

### 地名の由来
小信は笶生（のぶ）郷の関係で弓矢に用いる矢竹の産地の延長であるところから、中島は木曽川が度々氾濫した時代の中の島の一つであったことから。

## 産業
- 農業、織物[2]

## 教育
- 1873年（明治6年）宮新田に中島義校設立し、その後、日新義校に改称し当村に移転[2]。